# Ciwu (ort i Kina, Zhejiang Sheng, lat 29,89, long 120,15)
Ciwu (kinesiska: 次坞, 次坞镇) är en ort i Kina. Den ligger i provinsen Zhejiang, i den östra delen av landet, omkring 40 kilometer söder om provinshuvudstaden Hangzhou. Antalet invånare är 36 227. Befolkningen består av 1 774 kvinnor och 18 486 män. Barn under 15 år utgör 13,0 %, vuxna 15-64 år 75 %, och äldre över 65 år 10,0 %.
Runt Ciwu är det tätbefolkat, med 442 invånare per kvadratkilometer. Närmaste större samhälle är Linpu, 19,7 km nordost om Ciwu. I omgivningarna runt Ciwu växer i huvudsak blandskog.
Genomsnittlig årsnederbörd är 2 020 millimeter. Den regnigaste månaden är juni, med i genomsnitt 365 mm nederbörd, och den torraste är januari, med 79 mm nederbörd.